# Calendrier grégorien
Ne doit pas être confondu avec Réforme grégorienne.

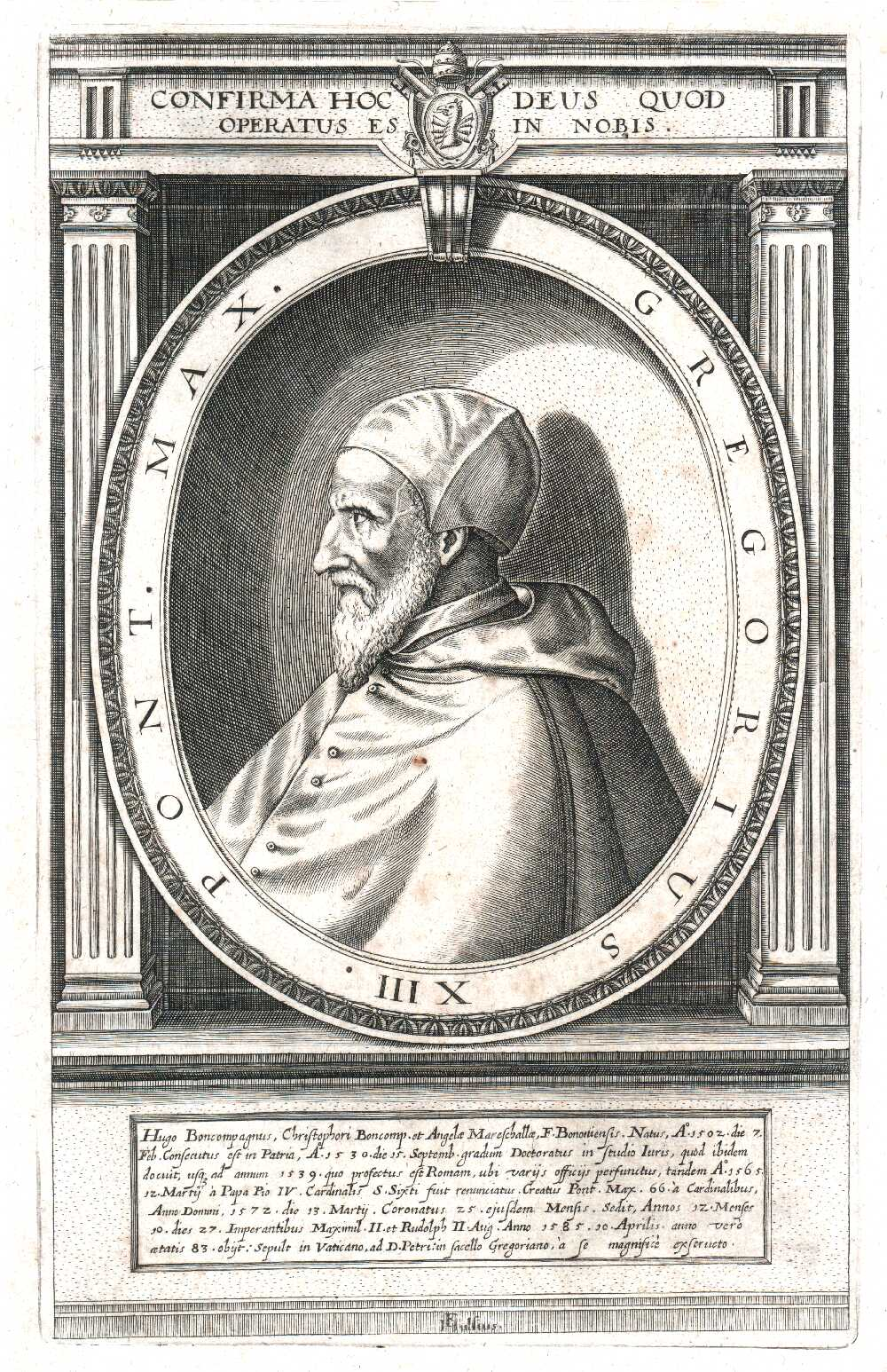
Grégoire XIII.

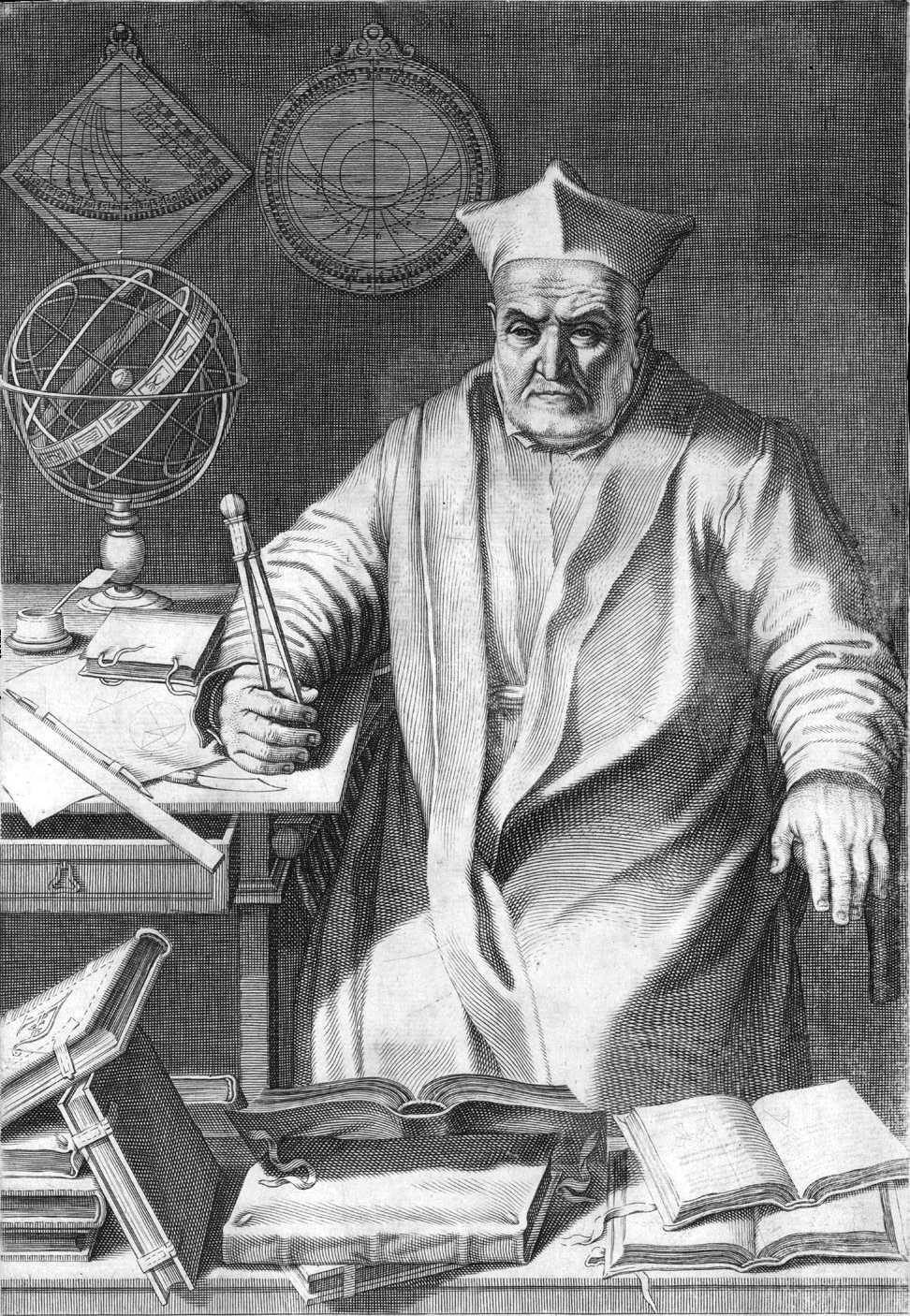
Christophorus Clavius.

Le calendrier grégorien est un calendrier solaire conçu à la fin du XVIe siècle pour corriger la dérive séculaire du calendrier julien alors en usage. À la demande du pape Grégoire XIII, des mathématiciens et des astronomes jésuites des universités de Salamanque et de Coimbra préparaient les bases d'un nouveau calendrier depuis 1579. Adopté par Grégoire XIII, dans la bulle pontificale Inter gravissimas du 24 février 1582, il est mis en application dans les États catholiques quelques mois plus tard. Le lendemain du jeudi 4 octobre 1582 est le vendredi 15 octobre 1582 en Espagne, Portugal et les États pontificaux. Son usage s'est ensuite progressivement répandu dans les pays protestants, et à l'ensemble du monde jusqu'au milieu du XXe siècle. Le calendrier grégorien s'est imposé dans la majeure partie du monde pour les usages civils ; de nombreux autres calendriers sont en vigueur pour les usages religieux ou traditionnels.

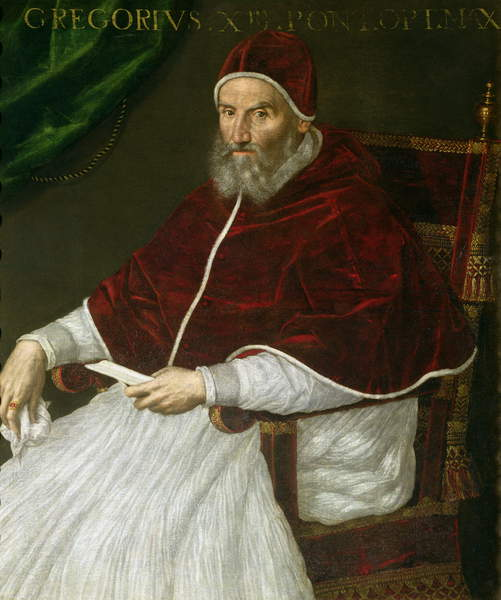
Grégoire XIII.

L'année grégorienne actuelle est 2025, qui a commencé le 1er janvier 2025 et se terminera le 31 décembre 2025. L'année grégorienne précédente était 2024 et l'année grégorienne suivante sera 2026.

## Structure du calendrier grégorien
Le calendrier grégorien reprend en grande partie la structure du calendrier julien de la Rome antique en vigueur jusqu'alors : les subdivisions en mois et en semaines sont identiques, et le décompte des années se fait également à partir de l'Anno Domini, point de départ de l'ère chrétienne.
Christophorus Clavius a aussi contribué à la création du calendrier. En effet, le calendrier est basé sur ses travaux. Il publiera notamment un livre pour expliquer son fonctionnement.
L'unique différence réside dans la détermination des années bissextiles.

### Subdivisions
Le calendrier grégorien est un calendrier solaire divisé en douze mois, de durée inégale :
| 1er trimestre                                            | 2e trimestre                                 | 3e trimestre                                         | 4e trimestre                                            |
| -------------------------------------------------------- | -------------------------------------------- | ---------------------------------------------------- | ------------------------------------------------------- |
| janvier, 31 jours février, 28 ou 29 jours mars, 31 jours | avril, 30 jours mai, 31 jours juin, 30 jours | juillet, 31 jours août, 31 jours septembre, 30 jours | octobre, 31 jours novembre, 30 jours décembre, 31 jours |
| 90 ou 91 jours                                           | 91 jours                                     | 92 jours                                             | 92 jours                                                |

Une période de sept jours forme une semaine. Les jours d’une semaine ont chacun un nom : en français, lundi, mardi, mercredi, jeudi, vendredi, samedi et dimanche. Une période de 28, 29, 30 ou 31 jours (un peu plus de quatre semaines) forme un mois, et une période de douze mois, une année.

### Décompte des années et des siècles
L’ère ordinairement utilisée avec le calendrier grégorien est l’ère chrétienne, c’est-à-dire « après Jésus-Christ » (Anno Domini en latin, locution encore utilisée en anglais et le plus souvent notée après l'année sous sa forme abrégée AD, et autrefois désignée en français comme « an de grâce » ou « an du Seigneur »).
L’ère qui précède est l’ère pré-chrétienne ; elle est décomptée en sens opposé, là aussi à partir d'une référence théorique à Jésus-Christ. On est dans la direction « avant Jésus-Christ » souvent abrégée en français « av. J.-C. ». Les années « av. J.-C. » sont souvent notées négativement.
Il n'y a pas d'année zéro, l'année 1 « après Jésus-Christ » succède à l'année 1 « avant Jésus-Christ », parfois notée -1. En conséquence, le premier siècle comprend l'année 100, le deuxième siècle débute le 1er janvier 101, et ainsi de suite. Ainsi, le XXe siècle s'est achevé le 31 décembre 2000 et non le 31 décembre 1999, jour où se sont déroulées les festivités de toute nature pour le « passage à l'an 2000 », par confusion entre année en cours et année échue. Le XXIe siècle a débuté le 1er janvier 2001.

### Les années bissextiles

#### La raison du changement: le problème du comput
Le calendrier julien, établi par l'astronome Sosigène, insérait une journée bissextile tous les quatre ans, et attribuait donc à l’année une durée moyenne de 365,25 jours, soit 365 jours et 6 heures exactement. Or, l'année tropique moyenne (par définition, c'est la durée nécessaire pour que la longitude écliptique du Soleil, λ, augmente de 360°) dure 365,242 189 8 jours (soit 365 jours 5 h 48 min 45,198 s, en 2012).
L'approximation de l'année tropique par l'année julienne, fait donc glisser le calendrier julien par rapport à l'équinoxe vrai de 12 minutes par an, soit de 20 heures par siècle, soit d’environ 8 jours par millénaire, décalage déjà perceptible lors du premier concile de Nicée, en 325, où l’on arrêta la règle de calcul de la date de Pâques. L'équinoxe de printemps tombait alors le 21 mars (effectivement le 20 mars à 10 h 1 TU), au lieu du 25 mars (de fait le 23 mars en 45 av. J.-C., soit en AUC 709 (Ab Urbe condita), référence initiale du calendrier julien – décrété par Jules César en AUC 708, pour entrer en vigueur le 1er janvier suivant –, mais cette différence fut imputée à une erreur de calcul de Sosigène.
À cause de ce décalage, l'équinoxe de printemps légal glissait progressivement en s'éloignant de l'équinoxe de printemps réel et ce dernier « remontait » lentement dans le calendrier pour se situer aux alentours du 10 mars (julien) au XVIe siècle. La date de Pâques, fixée par les règles du comput au dimanche suivant la première pleine lune de printemps en fonction de cet équinoxe théorique (21 mars), dérivait lentement vers l'été, et avec elle une partie du calendrier liturgique.
Il faudra attendre 1800 pour que le mathématicien allemand Carl Friedrich Gauss établisse des formules permettant d’obtenir aisément la date de Pâques dans les calendriers julien et grégorien.

#### Un nouveau mode de calcul des années bissextiles
Le calendrier grégorien reste un calendrier solaire, qui se fonde non sur la révolution de la Terre autour du Soleil (hypothèse non validée à l'époque), mais sur le retour du Soleil au point vernal à chaque printemps (cette durée est strictement différente de l'année tropique). Cette période est l'année vernale, est actuellement[C'est-à-dire ?] d'environ 15 secondes plus longue que l'année tropique et croît de 0,9 s par siècle, permettant le calcul du début de l'année quelques jours après le solstice d'hiver, en 365,242 189 8 jours de 24 heures. Le calendrier grégorien donne une durée moyenne de l'année de 365,242 5 jours. Pour assurer un nombre entier de jours à l'année, on y ajoute tous les quatre ans (années dont le millésime est divisible par quatre) un jour intercalaire, le 29 février (voir Année bissextile), à l'exception des années séculaires, qui ne sont bissextiles que si leur millésime est divisible par 400.
On considéra donc comme années communes (années de 365 jours) les millésimes qui sont multiples de 100 sans être multiples de 400. Ainsi 1600 et 2000 furent bissextiles, mais pas 1700, 1800, 1900 qui furent des années communes. De même, 2100, 2200, 2300 seront communes, alors que 2400 sera une année bissextile. En appliquant cette règle, on arrive à une année de 365,242 5 jours, soit exactement 365 jours 5 heures, 49 minutes et 12 secondes, au lieu de 365,242 189 8 jours, soit 365 jours, 5 heures, 48 minutes et 45 secondes actuellement[C'est-à-dire ?], soit un excès d'un jour en ~3 223 ans, ou ~26,8 secondes par an, soit environ 3 jours en 10 000 ans.
Il a été proposé d'amender la règle des années séculaires pour considérer, par exemple, les années multiples de 4 000 comme normales (soit les années 4000 et 8000), ou, à l'inverse, les années millénaires « paires » non divisibles par 4 000 comme normales (soit les années 6000 et 10000), en plus des années millénaires « impaires » de toute façon non divisibles par 400 et déjà normales. Mais, du fait du raccourcissement de l'année tropique évalué actuellement[C'est-à-dire ?] à 0,531 s par siècle, et de l'allongement progressif de l'année vernale de 0,9 s par siècle (qui va ainsi coïncider avec l'année grégorienne vers l'an 3600, puis la dépasser et diminuer pour coïncider à nouveau vers l'an 5700, avant de continuer à diminuer), ainsi, surtout, que de l'allongement de la durée du jour de 1,64 milliseconde par siècle (dû au freinage occasionné par l'action de la Lune sur les marées), il est illusoire d'arriver à ce niveau de précision, les incertitudes sur la durée de l'année sur 10 000 ans étant du même ordre de grandeur.

### Cycle grégorien
Le cycle du calendrier grégorien est de 400 ans, ce qui permet d’affirmer qu’une date donnée, quelle qu’elle soit, se reproduit le même jour de la semaine, même quantième et même mois 400 ans plus tard (ou plus tôt). Les tableaux des jours de l'an qui suivent s'en déduisent modulo 400.
Cette propriété est due au fait que le nombre de jours contenus dans 400 années du calendrier grégorien est multiple de 7. Une conséquence en est que la répartition des jours de la semaine sur un quantième donné n'est pas uniforme, le nombre de mois du cycle (4800) n'étant pas divisible par 7. Une illustration amusante en est que le 13 du mois tombe légèrement plus souvent un vendredi qu'un autre jour de la semaine.

## Adoption du calendrier grégorien

### Rattrapage du décalage
La réforme principale et suffisante éliminant cette dérive (et qui a été appliquée facilement dans les autres pays par la réforme limitée du calendrier julien) était celle du mode d’application des années bissextiles lors des années séculaires. La différence principale entre le calendrier grégorien et son ancêtre, le calendrier julien non réformé, repose dans la distribution des années bissextiles.
L'introduction du calendrier grégorien comprend aussi une deuxième réforme d’application plus délicate, le décalage grégorien qui supprima dix jours du calendrier passant directement du 4 octobre 1582 au 15 octobre 1582.
Ces dix jours permettaient de rattraper d’un coup le retard croissant pris par l’ancien calendrier julien sur les dates des équinoxes depuis le concile de Nicée, plus de douze siècles avant, et de retrouver la concordance entre l'équinoxe de printemps et le 21 mars calendaire. Neuf ans bissextiles ont été comptées en trop : en 500, 600, 700, 900, 1000, 1100, 1300, 1400 et 1500 suivant les nouvelles règles de calcul.

### Application dans les pays catholiques
L’introduction du calendrier grégorien commença le vendredi 15 octobre 1582, qui fut le lendemain du jeudi 4 octobre 1582 dans les États pontificaux et certains pays catholiques : Espagne, Portugal, États de la péninsule italienne. Pour les pays ayant immédiatement suivi Rome, cela permit de fixer de nouveau l’équinoxe de printemps le 21 mars, comme ce fut le cas au début de l’ère chrétienne, au premier concile de Nicée en 325.
Dans la France d'alors (sans l'Artois, les Trois Évêchés, la Lorraine, l'Alsace, la Franche-Comté, la Savoie ni le Roussillon, etc.), le passage se fit du 9 au 20 décembre 1582 ; dans la région d'Alsace et à Strasbourg le passage ne se fit pas à la même date, soit du 5 au 16 février 1682, et à Mulhouse du 31 décembre 1700 au 12 janvier 1701 donc avec déjà un saut de 11 jours.
Dans ses Essais, Montaigne mentionne les difficultés que ses contemporains ont éprouvées pour passer progressivement au nouveau calendrier.

### DuXVIIIeauXXesiècle
Cependant, certains pays ont tardé à appliquer l'ajustement grégorien des années séculaires, et ont donc compté l'année 1700 comme bissextile (selon l’ancien calendrier julien non réformé), ce qui a accru le décalage de date à onze jours. Johannes Kepler aurait dit que les protestants préféraient être en désaccord avec le Soleil plutôt que d'être d'accord avec le pape, en référence à leur rejet de la réforme du calendrier, mais la citation semble apocryphe et doit plutôt être attribuée à Voltaire. La Suède qui utilisait le calendrier julien a tenté une première fois d'appliquer seule la règle d'ajustement grégorien en 1700 (non bissextile), sans appliquer le décalage de dix jours, puis s’est reprise en 1712 en ajoutant deux jours au mois de février (année doublement bissextile) pour revenir à l'ancien calendrier julien encore utilisé en Angleterre ou dans les pays protestants et orthodoxes voisins, et pour finalement sauter 11 jours du 17 février au 1er mars 1753.
Une congrégation est nommée en 1700 par le pape pour étudier le calendrier grégorien. Le cardinal Enrico Noris a été nommé président et Francesco Bianchini, camérier d'honneur du pape Clément XI et chanoine de la basilique Sainte-Marie-Majeure, secrétaire. L'objet de cette congrégation était de voir quelle réforme il faudrait faire au calendrier grégorien pour ôter aux États protestants tout sujet pour ne pas le recevoir et répondre aux critiques des États allemands,.
La Suède, en 1753, et l'Angleterre, en 1752, appliqueront complètement le calendrier grégorien plus tard, sous l'influence de l'Allemagne, des Pays-Bas et de la Suisse qui utilisaient simultanément les calendriers julien et grégorien, suivant qu'ils étaient de confession protestante ou catholique, et qui lors de leur unification ont voulu uniformiser les calendriers. Jusqu'à la Révolution bolchevique, la Russie utilisait le calendrier julien ; de fait, au XIXe siècle, il retardait de 12 jours et de 13 jours à partir de 1900. En 1918, les Bolcheviks imposèrent le calendrier grégorien : le 1er février correspondit au 14. Mais on continua politiquement en URSS comme en Occident à désigner la révolution à partir de la datation du calendrier julien : la « révolution d'Octobre », tout en la fêtant le jour correspondant au calendrier grégorien : le 7 novembre et non le 25 octobre. De même a-t-on gardé l'habitude de désigner la première révolution russe de 1917 d'après le calendrier julien : la « révolution de Février » (23-28 février) qui eut lieu dans le calendrier grégorien le mois suivant (8-13 mars).
La troisième réforme du calendrier grégorien était de commencer les années en janvier et non au mois de mars comme auparavant (le début de l'année dans le calendrier julien a lui-même varié — voir l'article correspondant et ses liens externes). Cette réforme permettait de faire coïncider les fêtes païennes du Nouvel an dans le temps de Noël, et non plus avant la période sainte de Pâques. Dans bien des pays, cette dernière réforme a été appliquée des années ou même plusieurs siècles après celle de l’ajustement et du décalage grégorien. Cependant, cela n'a pas été le cas des pays orthodoxes, dont l'année commençait en septembre.

### Pays utilisant un autre calendrier
Sept pays utilisent leur propre calendrier à des fins religieuses, tout en conservant le calendrier grégorien à des fins civiles :
- l'Afghanistan et l'Iran : calendrier persan ;
- l'Arabie saoudite : calendrier hégirien ; toutefois le calendrier grégorien est utilisé dans le secteur public depuis octobre 2016 par mesure d'économie[12] ;
- l'Éthiopie et l'Érythrée : calendrier éthiopien ;
- le Népal : le calendrier Vikram Samvat ;
- le Viêt Nam n'a jamais officiellement adopté le calendrier grégorien, en pratique un calendrier luni-solaire est utilisé[13].

## Non-rétroactivité et correspondance avec d'autres calendriers
Le calendrier grégorien est rarement utilisé de façon rétroactive.
En effet, le basculement entre les deux calendriers a eu lieu à des dates différentes selon les pays. Deux dates identiques dans deux pays différents (entre 1582 en France et 1918 en Russie, par exemple) peuvent correspondre à des moments différents. Des problèmes de datation se posent parfois quand il s'agit d'événements internationaux.
Par exemple, Isaac Newton est né soit en 1642 (25 décembre), en « vieux style » (old style, os), soit en 1643 (4 janvier), en « nouveau style » (new style, ns), selon que l'on utilise le calendrier julien alors encore en usage en Angleterre (jusqu’au 2 septembre 1752, old style, os, qui sera suivi du 14, new style, ns), ou le calendrier grégorien. Shakespeare est mort le jour de l'enterrement de Cervantès le (23 avril 1616), mais pas le même jour, l'Angleterre — pour sa part anglicane — n'ayant pas tout de suite adopté le calendrier grégorien.
En Histoire, on se réfère donc au calendrier julien pour la période précédant 1582. Les jours juliens sont un moyen commode d'établir la correspondance de date entre le calendrier grégorien et les calendriers julien, musulman et juif.

## Débats sur le calendrier grégorien
Si le principe de l'ajustement grégorien n'a pas été remis en cause, il n'en est pas de même de son caractère religieux et de sa structure interne.

### Origine chrétienne
En France, les critiques[Lesquels ?] portèrent sur ses liens avec le christianisme, au travers de l'ère chrétienne, des fêtes religieuses et des références aux saints dans les agendas.
Cela a motivé quelques projets de calendriers laïques, comme le calendrier républicain de la Révolution française, qui était un remplacement du calendrier grégorien, et non pas une réforme. À la différence du système métrique, le calendrier républicain avorta rapidement.
Un autre projet de calendrier laïc (le calendrier fixe) a été proposé par Auguste Comte : le calendrier positiviste. Celui-ci n'a presque pas été utilisé en dehors de son promoteur et de quelques disciples.

### Structure interne

#### Durée variable du mois
Les mois sont de longueur variable (de 28 à 31 jours), ce qui complique par exemple l'analyse des statistiques économiques. L'alternance entre des mois à 30 jours et des mois à 31 jours est nécessaire pour obtenir une année de 12 mois et de 365 jours (365 jours pour 12 mois = 30,4 jours par mois).
Le nombre de mois lui-même découle d'une contrainte sur la durée des mois, qui avait été choisie de façon à correspondre approximativement à un cycle lunaire (environ 29,53 jours pour une lunaison). Ainsi, même une population non lettrée pouvait savoir à peu près, en observant le changement d'aspect de la Lune, quand un mois s'était écoulé ; la référence à la Lune était importante pour les marins (pour connaître les marées) et pour les agriculteurs (travaux nocturnes dans les champs) d'une population majoritairement rurale.
Aujourd'hui ce lien n'est plus évident dans une civilisation urbaine.
Par ailleurs, la référence lunaire dans les calendriers n'est pas universelle, comme en témoigne le calendrier badīʿ, utilisé dans le bahaïsme. S’il se base également sur l'année solaire, celle-ci débutant à l’équinoxe du printemps le 21 mars, son originalité tient à l’abandon de la référence lunaire pour la durée du « mois ». Une année de ce calendrier comporte en effet 19 « mois » de 19 jours (soit 361 jours). Les 4 ou 5 jours supplémentaires nécessaires pour compléter une année sont intercalés entre le 18e et le 19e mois, et sont nommés les « jours intercalaires ».
Cependant, la grande majorité des réformes du calendrier tente de conserver un mois d'environ une lunaison.

#### Décorrélation des semaines et des mois
Dans le calendrier grégorien, il n'y a pas de correspondance entre le nom des jours et leur numéro dans le mois : on pourrait souhaiter, par exemple, que le premier jour du mois tombe toujours un lundi, le deuxième un mardi, etc.
C'est ce que permettaient les propositions de calendrier universel et de calendrier fixe, qui résolvaient à l'aide de jours épagomènes placés « hors-semaine », rompant ainsi la continuité de la semaine. Or, cette continuité de la semaine est en fait le seul lien commun avec les autres calendriers : les calendriers islamique et hébraïque, par exemple.
Un autre problème (de cohérence) est l'absence de correspondance entre le nom des mois (en particulier de septembre, octobre, novembre, décembre) et leur emplacement car septembre devrait être le septième, octobre le huitième, novembre le neuvième et décembre le dixième (tel qu'il en était du temps du calendrier romain républicain).

#### Durée variable des trimestres
Dans le calendrier grégorien, le deuxième trimestre est plus court que le troisième.
Cette particularité découle du caractère solaire du calendrier : en effet, l'été astronomique est, en vertu de la deuxième loi de Kepler, plus long d'environ quatre jours que l'hiver astronomique. Les longueurs irrégulières des trimestres permettent de maintenir une date fixe pour les solstices et les équinoxes.
Comme la durée variable des mois, cette irrégularité complique la lecture des statistiques.

#### Nombre de semaines par mois / nombre de semaines par an
Ni le nombre de semaines par mois (4,33), ni le nombre de semaines par an (52,14) ne sont des entiers.
La seconde difficulté a amené de nombreuses propositions de réformes à utiliser le principe du jour épagomène. Il s'agit d'un jour blanc qui n'entre pas dans le décompte de la semaine. En ajoutant un jour épagomène à l'année (ou deux les années bissextiles), on arrive à obtenir l’égalité 365 = 7 × 52 + 1. On retrouve la même idée avec les jours complémentaires dans le calendrier républicain de la Révolution française.

## Pérennité
Les critiques[Lesquels ?] visant la nature religieuse du calendrier grégorien, ou la construction même du calendrier, donnèrent lieu à des projets de réformes au cours des trois derniers siècles.
La Convention fit adopter un système calendaire décimal, dit républicain, les semaines étant remplacées par des decadi (décades, c'est-à-dire dix jours) et les mois ayant tous trente jours. Le repos hebdomadaire était remplacé par un repos décadaire. Napoléon fit abroger cette mesure tout en confirmant l'usage du système métrique pour les autres unités que le temps.
D'autres réformes furent les propositions de calendrier universel et de calendrier fixe. Au cours du XXe siècle, la Société des Nations puis l'Organisation des Nations unies menèrent des études pour réformer le calendrier. Celles-ci furent abandonnées sous la pression de pays comme les États-Unis, le Royaume-Uni, les Pays-Bas ou l'Indonésie, officiellement pour ne pas désorganiser les traditions religieuses.
- Isaac Asimov imagine dans son cycle Fondation l'idée que le calendrier terrien est alors utilisé dans tout l'espace connu, mais que tout le monde a oublié sa raison d'être initiale (et jusqu'à l'existence de la Terre elle-même) et que les esprits curieux s'interrogent sur l'origine de ces choix peu compréhensibles. On retrouve le clin d'œil de Charles Quint qui, s'étant fait expliquer par ses astronomes le pourquoi de ces ratios, estimait qu'il aurait pu donner quelques conseils utiles à l’Éternel si celui-ci avait jugé bon de le consulter.